# Belgické kolonie
Belgie byla po staletí pod nadvládou nejdříve španělských Habsburků (1519–1713) a poté rakouských Habsburků (1713–1794). Po krátké nadvládě Francie ji Vídeňský kongres přiřkl Nizozemí (1815–1830), samostatný belgický stát vznikl až po Belgické revoluci v roce 1830. V této době však již měly jiné evropské státy ekonomicky nejperspektivnější zámořské oblasti pod svou sférou vlivu, Belgie (stejně jako Německo či Itálie, jejichž novodobá státnost také vznikla v 19. století) tedy čelila tvrdé konkurenci tradičních koloniálních mocností, zejména Anglie nebo Francie.

## Seznam kolonií
Belgie vlastnila následující kolonie:
- Svobodný stát Kongo (1885–1908); do poloviny 19. století bylo toto území jen málo kolonizované, zvláště kvůli nepříjemnému rovníkovému klimatu, neprostupným tropickým pralesům, bažinám a mnoha tropickým nemocem, zejména malárii a spavé nemoci. Belgický král Leopold II. si jej v roce 1885 podrobil zprvu jako svou osobní državu, v roce 1908 bylo Kongo převedeno do belgického státního vlastnictví, čímž oficiálně vznikla kolonie Belgické Kongo (1908–1960). Hlavní bohatství Konga spočívalo v přírodním kaučuku.

- Ruanda-Urundi (1916–1924); během 1. světové války tuto část Německé východní Afriky obsadila belgická a konžská vojska. Versailleská smlouva sice přisoudila většinu Německé východní Afriky Britům, Ruandu-Urundi však získala Belgie. Od roku 1924 byla tato již bývalá kolonie pod správou Belgie jako mandátní území Společnosti národů, od roku 1949 jako poručenské území Organizace spojených národů a to až do roku 1962, kdy na jejím území vznikly dva samostatné státy: Rwanda a Burundi.

- Tchien-ťin (1902–1931) bylo belgické území v Číně s polokoloniálním charakterem.